# Canis lupus deitanus
El lobo ibérico levantino (Canis lupus deitanus) es una posible subespecie de  lobo gris europeo no reconocida oficialmente descrita por el zoólogo español Ángel Cabrera a principios del siglo XX que podría habitar la región más occidental de la serranía murciana. Nunca pudieron observarse en la naturaleza salvaje este tipo de lobos, los únicos ejemplares referidos pertenecían a un zoológico de Murcia, eran más pequeños que la otra variedad ibérica (Canis lupus signatus), de aspecto similar al de los chacales y con una tonalidad rojiza en su piel, cuestionada por estar en una zona de terrenos arcillosos y paredes de ladrillo que podrían haber confundido en su descripción. En cualquier caso se considera a esta dudosa subespecie extinta.